# Impératrice Zhangsun
L'impératrice Zhangsun (en chinois : 長孫皇后), son nom à la naissance n'est pas connu, il serait peut être Wugou (無垢), née le 15 mars 601 et morte le 28 Juillet 636, est une essayiste et impératrice de la dynastie chinoise Tang. Elle fut la femme de l'empereur Tang Taizong et la mère de l'empereur Tang Gaozong,,.